# ミュジドラ

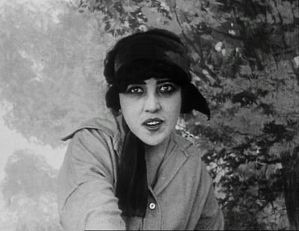
『レ・ヴァンピール　吸血ギャング団』からイルマ・ヴェップ役のミュジドラ

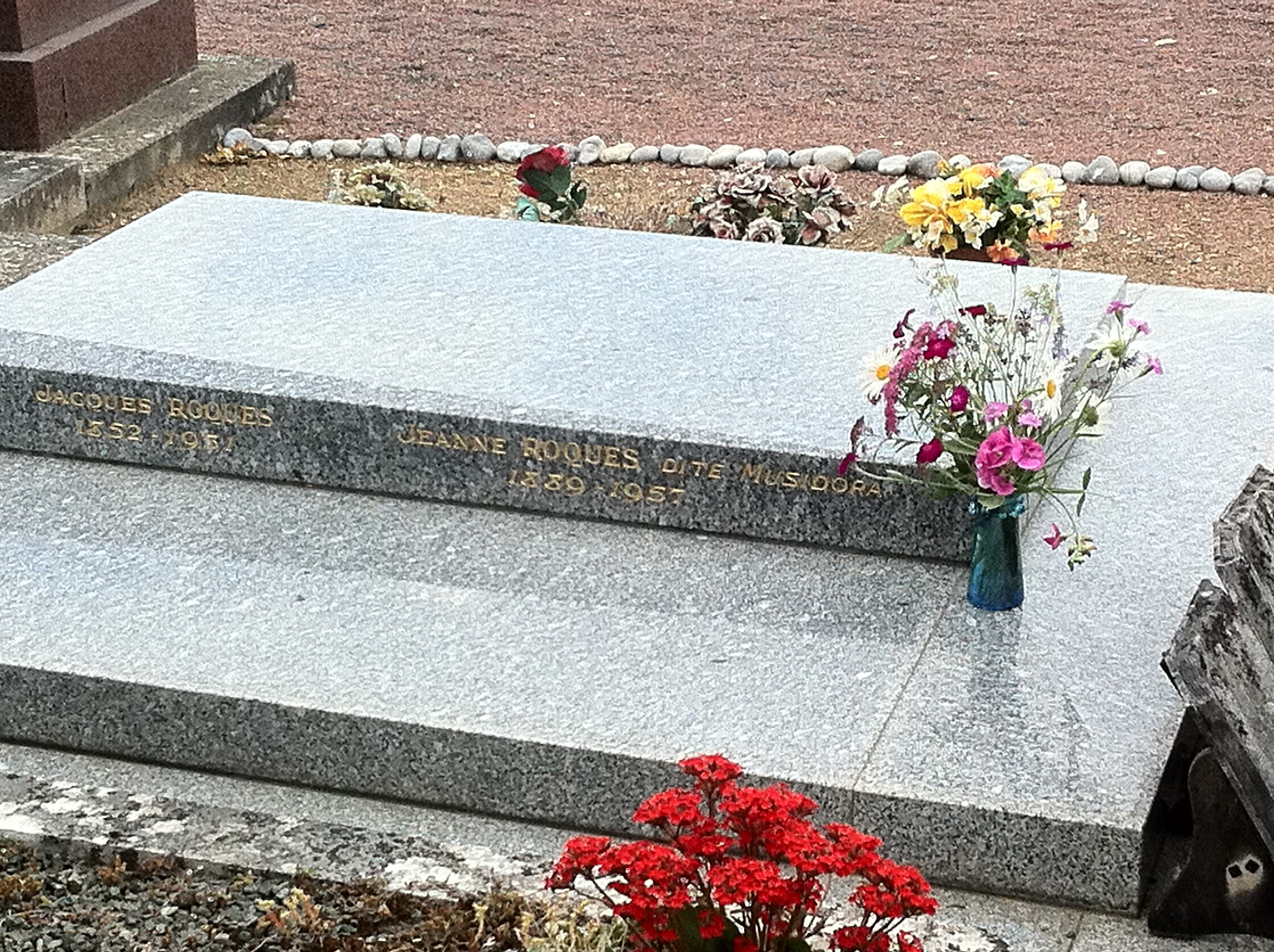
ミュジドラと両親の墓(2012年Jihelpé撮影)

ミュジドラ（仏: Musidora）とは、フランスの女優、映画監督、脚本家。本名ジャンヌ・ロケ（仏: Jeanne Roques）。サイレント映画期に活躍。ルイ・フイヤード監督の『レ・ヴァンピール　吸血ギャング団』のイルマ・ヴェップ役、『ジュデックス』のマリー・ヴェルディエ役で知られる。

## 生涯
パリの生まれ。父親は作曲家、母親はフェミニズム雑誌『Le Vengeur』を立ち上げた文芸評論家。16歳の時、テオフィル・ゴーティエの『フォルテュニオ』で初舞台を踏み、この時演じた役名「ミュジドラ」をそのまま芸名とする。喜劇やパントマイムをやりながら、1914年、Raphäel Clamour監督の映画『Les miseres de l'aiguille』に出演。この映画は20世紀初頭のフランスの労働者運動と女性問題を扱った映画であった。
1915年、連続活劇『レ・ヴァンピール　吸血ギャング団』に女盗賊イルマ・ヴェップ役で出演。第一次世界大戦中でありながら映画は大ヒットし、ミュジドラを一躍スターダムに押し上げた。
同年、『Minne』で主演。原作は"ヴィリー"ことアンリ・ゴーティエ＝ヴィラールだが、実際の執筆者はヴィリーの妻コレット。1918年、そのコレットの小説『さすらいの女（La vagabonda）』を監督（共同監督）・脚本・主演で映画化。ミュジドラとコレットは意気投合し、以後共同で映画を作るなど、生涯の友となる。コレット以外では、ルイ・アラゴン、アンドレ・ブルトン、ピエール・ルイス、ジェルメーヌ・デュラックらと親しかった。
フランス、スペインで何本か監督した後、1927年、Dr. Clément Marotと結婚。1子をもうけるが、1946年に離婚した。
1946年に舞台『La Vie sentimentale de George Sand（ジョルジュ・サンドの多感な人生）』を作・演出した後は、アンリ・ラングロワとともにシネマテーク・フランセーズを設立し、アーキビストとして亡くなるまで働いた。
1957年、パリで死去。ボワ＝ル＝ロワ墓地に埋葬された。

## 主なフィルモグラフィー
- Les misères de l'aiguille (1914)
- Severo Torelli (1914)
- レ・ヴァンピール　吸血ギャング団 Les vampires (1915 - 1916)
- Minne (1915) - 主演
- ジュデックス[7][8]/後のジュデックス Judex (1916)
- Les chacals (1917)
- La vagabonda (1918) - 共同監督・共同脚本・主演
- La flamme cachée (1918) - 共同監督、脚本はコレット
- Mademoiselle Chiffon (1919) - 主演
- Pour don Carlos (1920、フランス＝スペイン) - 共同監督・脚本・助演
- Vincenta (1920) - 監督・脚本・主演
- Sol y sombra (1922、スペイン＝フランス) - 共同監督・共同脚本・助演、短編
- La tierra de los toros (1924、スペイン＝フランス) - 監督・助演。フェミニスト映画
- Le berceau de dieu (1926)